# Te Umanibong
Le Te Umanibong, musée culturel des Kiribati, est installé à Bikenibeu, sur l'atoll de Tarawa. Seul musée de l'archipel et république des Kiribati, il conserve des collections d'artéfacts archéologiques et d'objets ethnographiques. 